# Wilshire Grand Tower
Der Wilshire Grand Center ist ein Wolkenkratzer in Los Angeles, Kalifornien. Das Bauprojekt besteht aus zwei Wolkenkratzern mit gemischter Nutzung. Der höhere erreicht eine Höhe von 335 Metern bis zur Turmspitze. Damit ist das Gebäude das höchste an der Westküste der Vereinigten Staaten und in Los Angeles und übertrifft sowohl den U.S. Bank Tower (310 Meter), als auch den neueren Salesforce Tower (326 Meter) in San Francisco. Bei Projektvorstellung war sogar noch eine Höhe von 381 Metern vorgesehen. Das Bauwerk verfügt über 73 Stockwerke. Im unteren Teil des Wolkenkratzers sind moderne Büroräume vorgesehen, die damit neue Büroflächen in Downtown Los Angeles zur Verfügung stellen. Im oberen Bereich ist ein Hotel mit 900 Suiten untergebracht. Unterirdisch sind weitere acht Etagen vorgesehen, die für technische Einrichtungen in Anspruch genommen werden.
Der Bau begann im November 2013, als Eröffnungsdatum wurde von den Projektentwicklern Thomas Properties und Korean Air das Jahr 2017 genannt. Das Architekturbüro AC Martins & Partner wurde mit der Planung beauftragt. Die behördliche Genehmigung zur Errichtung des Gebäudeensembles wurde im März 2011 erteilt, nachdem im Jahr 2009 erste Planungen der Öffentlichkeit vorgestellt wurden. Jedoch musste für seinen Bau noch ein älteres Gebäude abgerissen werden, was im Oktober 2012 passierte.
2016 wurde die Endhöhe des Gebäudes erreicht. 2017 erfolgte die Fertigstellung. Am 8. März 2017 wurde das Gebäude eröffnet.